# Boehlkea fredcochui
Boehlkea fredcochui es una especie de peces de la familia Characidae en el orden de los Characiformes, es la única especie del género Boehlkea.

## Morfología
Cuerpo de forma fusiforme, boca en posición terminal orientada levemente hacia arriba. Presenta una aleta adiposa detrás de la dorsal, que cumple la función de estabilización del nado. 
Los machos pueden llegar alcanzar los 4,1 cm de longitud total.
Presenta un color plateado-verdoso en el lomo, y en los laterales una coloración azul eléctrica que se intensifica hacia las regiones caudal y branquial. La zona abdominal presenta una coloración blanco-amarillenta bastante apagada. Las aletas dorsal, anal y pectorales son incoloras, aunque en los individuos macho pueden ser grises con un fino ribete blanquecino. Los machos generalmente presentan la aleta anal con unos tonos rojos, que se acentúan en la época de reproducción. La aleta caudal es gris oscura con terminaciones blancas en los radios más prolongados. La coloración del macho es más intensa. Además en los machos se acentúan los tonos rojos de la aleta anal en la época de reproducción. En época reproductiva puede observarse un abultamiento abdominal en las hembras, pero la diferenciación sexual no es tan apreciable como sí lo es en la mayoría de los carácidos.

## Hábitat
Vive en zonas de clima tropical entre 22 °C - 26 °C de temperatura.

## Distribución geográfica
Se encuentran en Sudamérica: cuenca del río Amazonas., así como en los Ríos Orinoco y Negro; en Perú, Colombia, Brasil y Venezuela